# Proteinus ovalis
A Proteinus ovalis a rovarok (Insecta) osztályába, a bogarak (Coleoptera) rendjébe és a holyvafélék (Staphylinidae) családjába tartozó faj. Régóta ismert európai elterjedésű bogár.

## Megjelenése
2,2 mm nagyságú, feketésbarna alapszínezetű bogár, szárnyfedői világosabbak. Teste jellegzetesen ovális alakú, innen kapta latin elnevezését is. Összetett szemei nagyok, kiemelkednek a fej síkjából. A csápok a végük felé fokozatosan szélesednek. A szárnyfedők viszonylag hosszúak, csak 4 potrohszelvényt hagynak szabadon. A lábak karcsúak, a lábszárak belső éle egy-egy tövisben végződik.

## Életmódja
Erdők avarjában él, mezohigrofil magatartást mutat. Főleg a lucosok talaját kedveli, de előfordul tölgyesekben, bükkösökben is. Kedveli az állati termékeket, a bomlásban lévő fehérjék vonzzák a kifejlett egyedeket (proteofágia), erről a tulajdonságáról kapta nevét a Proteinus nem. Az állati termékeken, maradványokon kívül rothadó gombákat is szívesen fogyaszt.
A nőstények szaporodási időszakban, tavasszal rothadó tetemeken gyűlnek össze. A lárvák a talaj felső szintjében fejlődnek, az imágók is itt telelnek át.